# الكوزية (عبس)

تعديل مصدري - تعديل

الكوزية هي إحدى قرى عزلة بني ثواب بمديرية عبس التابعة لمحافظة حجة، بلغ تعداد سكانها 682 نسمة حسب تعداد اليمن لعام 2004.